# عسلج
عَسْلَج أو عسلج الأسد (الاسم العلمي: Leontice)، جنس نباتات عسقولية طبية من فصيلة البرباريسية، وصفت من قبل كارولوس لينيوس في عام 1753.